# Irawati Karve
Irawati Karve (Myanmar, 15 de dezembro de 1905 – Pune, 11 de agosto de 1970) foi uma pioneira socióloga indiana, antropóloga, educadora e escritora de Maharashtra, na Índia. Ela foi uma das alunas de GS Ghurye, fundadora da Indian Sociology & Sociology na Índia. Ela foi reivindicada como a primeira mulher socióloga indiana.

## Infância e educação
Irawati Karve nasceu em 15 de dezembro de 1905 em uma rica família Chitpavan Brahmin e recebeu o nome do rio Irauádi na Birmânia, onde seu pai, Ganesh Hari Karmarkar, trabalhava para a Burma Cotton Company. Ela frequentou o internato feminino Huzurpaga em Pune a partir dos sete anos de idade e depois estudou filosofia no Fergusson College, no qual se formou em 1926. Ela então obteve uma bolsa Dakshina para estudar sociologia sob GS Ghurye na Universidade de Bombaim, obtendo um mestrado em 1928 com uma tese sobre o assunto de sua própria casta intitulada The Chitpavan Brahmans — Um Estudo Étnico.
Karve casou-se com Dinkar Dhondo Karve, que ensinava química em uma escola, enquanto estudava com Ghurye. Embora seu marido fosse de uma família brâmane socialmente distinta, o casamento não teve a aprovação de seu pai, que esperava que ela se casasse com a família governante de um Estado principesco. Dinkar era filho de Dhondo Keshav Karve, um Bharat Ratna e pioneiro da educação feminina. Contraditoriamente, Dhondo Karve, opôs-se à decisão de Dinkar de enviá-la para a Alemanha para estudos adicionais.
Sua chegada na Alemanha, iniciada em novembro de 1928, foi financiada por um empréstimo de Jivraj Mehta, membro do Congresso Nacional Indiano, e foi inspirada nas próprias experiências educacionais da Dinkar naquele país, onde obteve seu doutorado em química orgânica uma década ou mais antes. Ela estudou no Kaiser Wilhelm Institute of Anthropology, Human Heredity, and Eugenics, obteve o doutorado dois anos depois e depois retornou para seu marido na Índia, onde o casal viveu uma vida pouco convencional, menos limitada pelo restrições sociais que eram comuns na época. Seu marido era ateu e ela explicou suas próprias visitas ao santuário hindu de Vithoba, em Pandharpur como deferência à "tradição" ao invés de crença. Apesar de tudo isso, a família deles era essencialmente uma família hindu de classe média em perspectiva e ação.

## Carreira

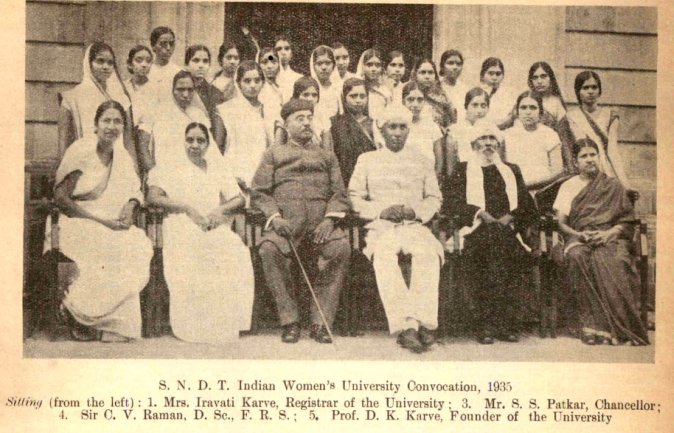
Convocação para a turma de 1935 da SNDT Women's University, na cidade de Bombaim, na Índia

Karve trabalhou como administradora na SNDT Women's University de Bombaim entre 1931 a 1936, e fez algum ensino de pós-graduação na cidade. Ela se mudou para o Deccan College de Pune como leitora de sociologia em 1939 e permaneceu lá pelo resto de sua carreira.
De acordo com Nandini Sundar, Karve foi a primeira antropóloga indiana, uma disciplina que na Índia, durante sua vida, era geralmente sinônimo de sociologia. Ela tinha amplos interesses acadêmicos, incluindo antropologia, antropometria, sorologia, indologia e paleontologia, além de colecionar canções folclóricas e traduzir poesia feminista. Ela era essencialmente uma difusionista, inspirada por várias escolas intelectuais de pensamento e em alguns aspectos emulando as técnicas usadas por WHR Rivers. Essas influências incluíam a indologia clássica, a etnologia praticada pelos burocratas do Raj britânico e também a antropologia física baseada na eugenia alemã. Além disso, ela tinha um interesse inato pelo trabalho de campo. Sundar observa que "até 1968 ela manteve uma crença na importância de mapear grupos sociais como subcastas com base em dados antropométricos, o que até então era chamado de dados 'genéticos' (grupo sanguíneo, visão de cores, aperto de mão e hipertricose)".
Ela fundou o departamento de antropologia na então Universidade de Poona (agora Universidade de Pune).
Karve atuou por muitos anos como chefe do Departamento de Sociologia e Antropologia do Deccan College, Pune (Universidade de Pune). Ela presidiu a Divisão de Antropologia do Congresso Nacional de Ciências realizado em Nova Delhi em 1947. Ela escreveu nas línguas inglês e marata.

## Legado
Sundar disse que:
Embora Karve fosse muito conhecida em seu tempo, especialmente em sua terra natal, Maharashtra, e receba uma menção honrosa em histórias padrão de sociologia e antropologia, ela não parece ter tido um efeito duradouro nas disciplinas no caminho de alguns de seus contemporâneos.
Ela fornece várias razões possíveis pelas quais o efeito de Karve foi menor comparado a pessoas como Ghurye e Louis Dumont. Isso inclui sua localização em um centro acadêmico que tinha menos prestígio do que aqueles em Delhi e Bombaim, porque ela se concentrou na preocupação antropológica clássica relacionada às origens em um momento em que seus colegas acadêmicos estavam passando disso para assuntos mais especializados sustentados por funcionalismo. Além disso, seu impacto duradouro pode ter sido afetado, uma vez que nenhum de seus alunos douturadores foram capazes de levar seu trabalho adiante; muito pelo contrário, dos alunos de Ghurye, eles não conseguiram se estabelecer na academia. Havia também a questão do uso de uma editora de nicho —  seus empregadores, Deccan College —  para a publicação de seus primeiros trabalhos, em vez de uma casa acadêmica convencional, como a Oxford University Press, embora isso possa ter sido imposto a ela.
Após a morte de Karve, Durga Bhagwat, um intelectual marata contemporâneo que também estudou com Ghurye, mas deixou o curso, escreveu uma crítica contundente a Karve. Sundar resume isso como contendo "acusações de plágio, carreirismo, manipulação de pessoas, suprimir o trabalho de outros, etc. Qualquer que seja a verdade dessas acusações, o ensaio dá pouco crédito a Bhagwat."
Embora o trabalho de Karve sobre parentesco tenha sido baseado em pesquisas antropométricas e linguísticas que hoje são consideradas inaceitáveis, houve uma revivificação do interesse acadêmico por esse e alguns outros aspectos de seu trabalho, como ecologia e cultura maharashtriana.
Sua vontade de leitura era ampla, abrangendo épicos sânscritos como o Ramayana aos poetas, Oliver Goldsmith, Jane Austen, Albert Camus e Alistair MacLean, e sua biblioteca de livros relacionados a assuntos acadêmicos agora faz parte da coleção do Deccan College.

## Obras
Entre as publicações de Karve estão:
- Kinship Organization in India (Deccan College, 1953), um estudo de várias instituições sociais na Índia.
- Sociedade Hindu — an interpretation (Deccan College, 1961), um estudo da sociedade hindu com base em dados que Karve havia coletado em suas viagens de campo e seu estudo de textos pertinentes em hindi, marati, sânscrito, pali e prácrito. No livro, ela discutiu a existência pré-ariana do sistema de castas no hinduísmo e traçou seu desenvolvimento até sua forma atual.
- Maharashtra — Land and People (1968) - descreve várias instituições sociais e rituais em Maharashtra.
- Yuganta: The End of an Epoch, um estudo dos personagens principais do Mahabharata os trata como figuras históricas e usa suas atitudes e comportamentos para entender os tempos em que viveram. Karve escreveu o livro primeiro em Marathi e depois o traduziu para o inglês. O livro ganhou o prêmio Academia de Sahitya como melhor livro em Marathi em 1967.[15]
- Paripurti (em Marathi)
- Bhovara (em Marathi)
- Amachi Samskruti (em Marathi)
- Samskruti (em Marathi)
- Gangajal (em Marathi)
- The New Brahmans: Five Maharashtrian Families - biografia de seu sogro em um capítulo chamado Avô.[6]